# Goephanes virgulifer
Goephanes virgulifer là một loài bọ cánh cứng trong họ Cerambycidae.